# Leonardo Cortese
 Leo Passatore, dit Leonardo Cortese (né le 24 mai 1916 à Rome et mort le 31 octobre 1984 dans la même ville) est un acteur et réalisateur italien.

## Biographie
Leonardo Cortese est apparu dans 39 films entre 1938 et 1962, et a réalisé 8 films entre 1952 et 1967.

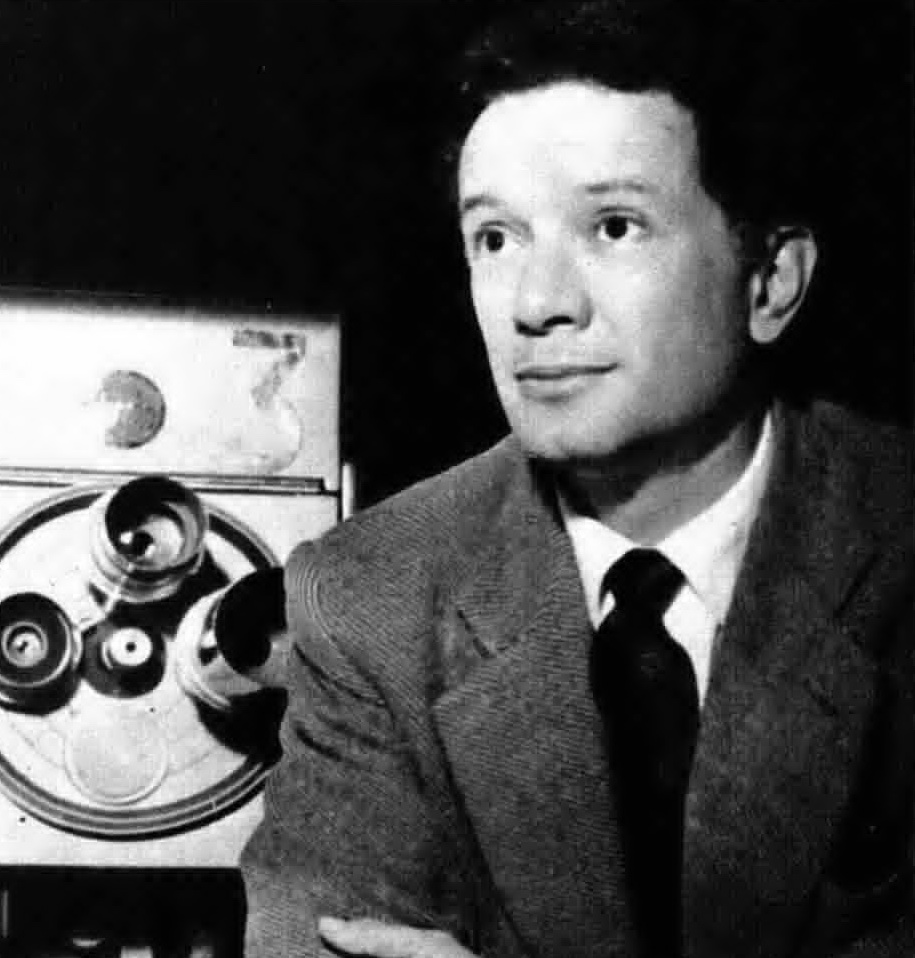
Leonardo Cortese en 1966.

## Filmographie partielle

### Comme acteur
- 1938 : Jeanne Doré de Mario Bonnard
- 1941 : L'Enfant du meurtre (Giuliano de' Medici) de Ladislas Vajda
- 1942 : Un garibaldien au couvent (Un garibaldino al convento) de Vittorio De Sica
- 1942 : I tre aquilotti de Mario Mattoli
- 1942 : La regina di Navarra de Carmine Gallone
- 1944 : Le Diable au collège de Jean Boyer
- 1948 : Le Dernier Fiacre de Raoul André et Mario Mattoli
- 1949 : Au diable la célébrité (Al diavolo la celebrità) de Mario Monicelli et Steno
- 1951 : Virginité (Verginità) de Leonardo De Mitri
- 1951 : Canzone di primavera de Mario Costa
- 1962 : Alerte sur le Vaillant (The Valiant) de Roy Ward Baker

### Comme réalisateur
- 1952 : Violence charnelle (Art. 519 codice penale)
- 1954 : Violence sur la plage (Violenza sul lago)
- 1963 : À l'Est du nouveau[1] (СССР глазами итальянцев / Новое на Востоке, Russia sotto inchiesta), coréalisé avec Tamara Lissitsian
- 1979 : Così per gioco